# Relief minerału
Relief minerału – jest to parametr (ujemny, zerowy lub dodatni) charakteryzujący zachowanie się światła spolaryzowanego, przechodzącego przez płytkę cienką minerału, podczas jego badania pod mikroskopem polaryzacyjnym.
Wartość parametru określa się względem substancji zwanej balsamem kanadyjskim.

Jeśli dany minerał ma współczynnik załamania światła większy niż balsam kanadyjski, to w mikroskopie polaryzacyjnym widoczne jest pozorne "wystawanie" (wypukłość) ziarna minerału ponad powierzchnię próbki – wtedy relief określany jest jako "dodatni". Jeśli oba współczynniki są w przybliżeniu równe, pod mikroskopem niewidoczne są względne różnice – wtedy relief określany jest jako "zerowy" lub "niewyraźny", w innym wypadku – "ujemny".

Oznaczony relief minerału porównać należy następnie z tabelarycznymi wartościami określonymi dla każdego minerału. Na tej podstawie łatwiej można określić, jakim minerałem jest badane ziarno.
Jest to metoda jakościowa, bardzo ważna wśród metod oznaczania minerałów.